# Mittelalterlicher Buchstabenziegel

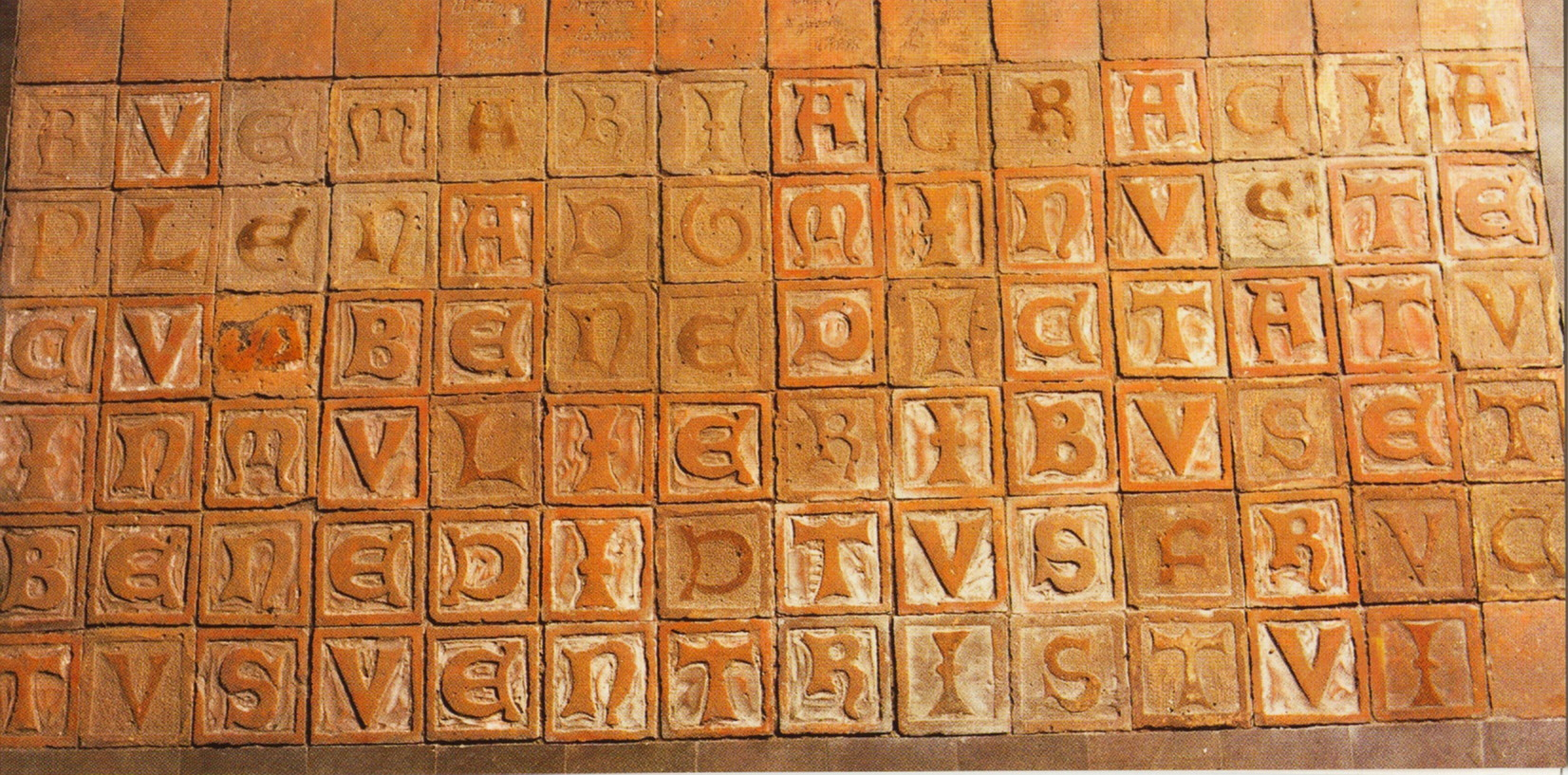
Ave Maria aus Einbuchstabenziegeln im Kloster Zinna (13.–14. Jahrhundert)

Als mittelalterliche Buchstabenziegel werden Einbuchstabensteine (Ziegel, Kacheln, Fliesen und Pflastersteine) bezeichnet, die in Klöstern und Kirchen des ausgehenden Mittelalters zur Herstellung von sakralen Inschriften verwendet wurden. Die insbesondere im 13. und 14. Jahrhundert praktizierte Dekorationstechnik gleicht der heute vom Brettspiel Scrabble bekannten Methode: Durch die Aneinanderreihung von Ziegeln, die jeweils einen Buchstaben zeigten, ließ sich auf Wänden oder Fußböden jeder beliebige Text erstellen. Die Buchstaben selbst wurden zuvor durch Eindrücken von seitenverkehrten Stempeln in den weichen Ton erzeugt, der danach fest gebrannt wurde.
Die Besonderheit des Verfahrens besteht darin, dass es sich um eine Frühform des Drucks mit beweglichen Lettern handelt, der seinem Prinzip nach nichts anderes als die Aneinanderreihung von identischen Einzelbuchstaben im Druckbild ist. Im Unterschied zu der von Johannes Gutenberg später etablierten Drucktechnik war aber bei den Ziegelalphabeten die Arbeitsabfolge eine umgekehrte: das Drucken erfolgte zuerst und erst danach, beim Verlegen der Buchstabenfliesen, kam es zum Setzvorgang, wenn diese zu Texten zusammengefügt wurden.
Die Verwendung von beweglichen Einbuchstabenziegeln ist u. a. für die englische Chertsey Abbey belegt, in deren Trümmern derartige Pflastersteine aus der zweiten Hälfte des 13. Jahrhunderts geborgen wurden, und für das heute ebenfalls zerstörte Kloster Aduard in den Niederlanden, dessen Fußbodenbelag aus dem frühen 14. Jahrhundert stammt. Im Kloster Zinna südlich von Berlin befindet sich dagegen noch heute der Text eines Ave Maria im Fußboden vor dem Hauptaltar eingelassen. Jeder Buchstabe erscheint als Hochreliefeindruck auf einer unglasierten, rot-braunen Tonfliese von 14 × 14 cm Umfang. Die lateinische Inschrift datiert aus dem 13. bis 14. Jahrhundert und wurde in gotischen Majuskeln abgefasst.

## Weiterführende Literatur
- Loyd Haberley: Medieval English Paving Tiles, Blackwell 1937